# ديكومانوس ماكسيموس

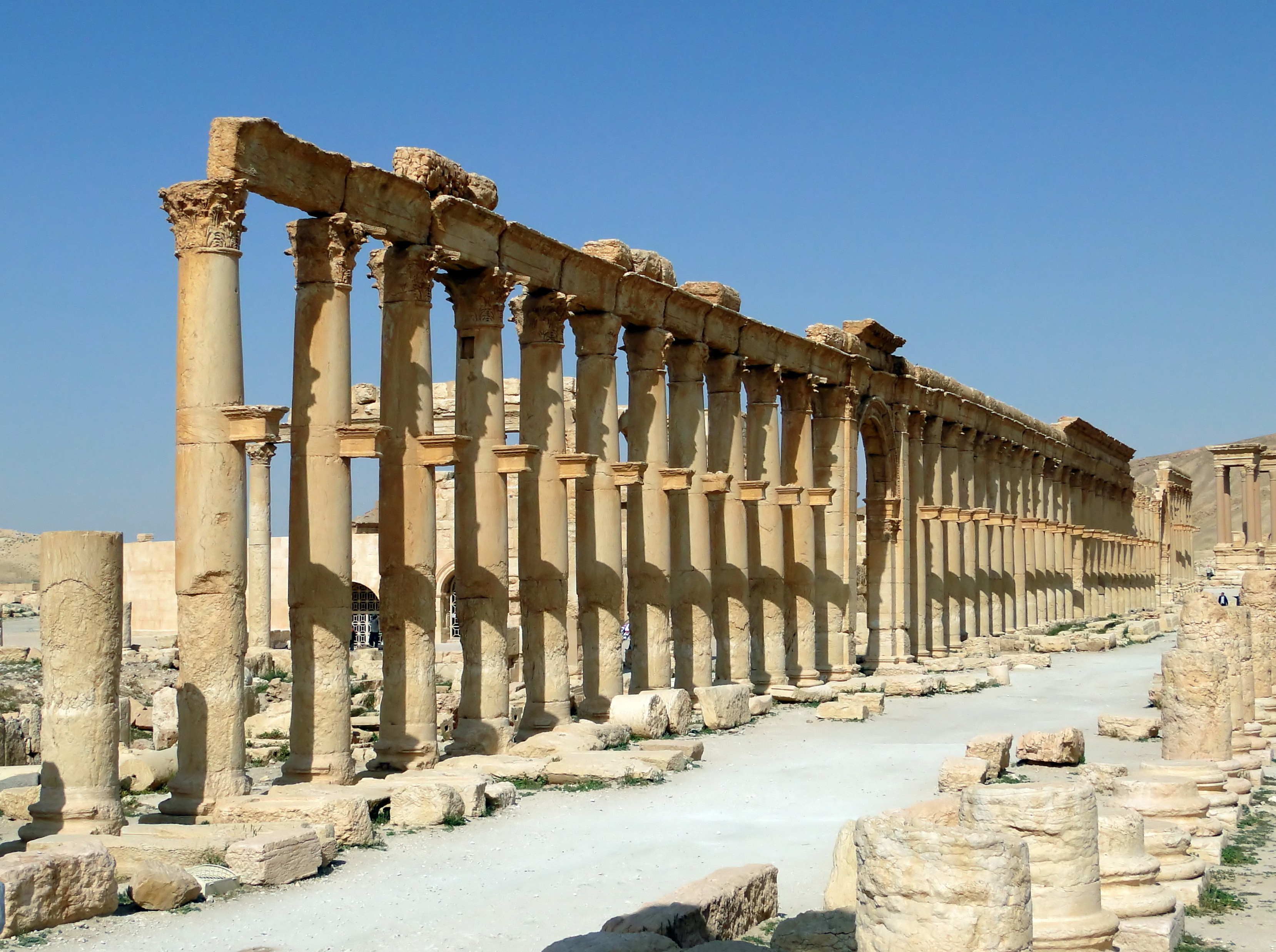
ديكومانوس ماكسيموس في تدمر في سوريا

الديكومانوس (في تخطيط المدن الرومانية) كان الرومان يطلقون كلمة (ديكومانوس decumanus ) على الطرق التي تبنى في المدن أو المستعمرات أو المعسكرات الحربية الرومانية (كاسترا) التي يكون المسير أو الحركة فيها من الشرق إلى الغرب أو العكس. بينما أُطلقت كلمة (كاردو Cardo) على الطرق التي تبنى بحيث يكون المسير أو الحركة فيها من الشمال إلى الجنوب أو العكس. كل المدن والمعسكرات التي بناها الرومان اتبعت هذا التخطيط.
كان الطريق الرئيسي وأحد أهم الطرق عند الرومان يسمى ديكومانوس ماكسيموس حيث كان يصل بين نقطتين من الشرق إلى الغرب تسمى الأولى (Porta Praetoria) وتعني الأقرب إلى العدو أما الثانية تسمى (Porta Decumana) وتعني الأبعد عن العدو.
يتقاطع طريق (ديكومانوس ماكسيموس) مع طريق (كاردو ماكسيموس) بشكل عامودي في نقطة تقع في المنتصف بين الطريقين ( تسمى جروما Groma). كان الميدان (وهو قلب المدينة الرومانية) أو مكان الاجتماع يقع قريبا من هذا التقاطع.

## أمثلة
- في مدينة بارسينو الرومانية القديمة (تسمى اليوم برشلونة ) ، يبدأ طريق الديكومانوس ماكسيموس من البوابة الرومانية (التي لا تزال قائمة حتى اليوم ) الواقعة أمام ميدان بلازا نوفا الحالي.[2]

- في مدينة سبليت في كرواتيا حاليا التي بناها الإمبراطور ديوكلتيانوس، يقع قصر دقلديانوس وهو معلم أثري يبدو فيه واضحا النمط المعماري الروماني حيث يمتد فيه طريق الديكومانوس ماكسيموس من البوابة الحديدية الغربية إلى البوابة الفضية الشرقية.[3]